# OlimpBase
OlimpBase, és un lloc web dedicat a les Olimpíades d'escacs i a altres esdeveniments escaquístics per equips, creat i conduït a Polònia per en Wojciech Bartelski.
Se subtitula The encyclopaedia of team chess (l'enciclopèdia dels escacs per equips), ja que dona dades extensives i detallades sobre tots els esdeveniments escaquístics per equips. És un projecte totalment independent finançat amb fons primats, i no té relació amb la FIDE o d'altres tercers.
Conté més de 60.000 pàgines, cosa que en fa probablement el més gran lloc web d'escacs.
El lloc es divideix en les següents seccions principals:
- Olimpíades d'escacs
- Campionats del món i Continentals per equips
- Campionats de clubs i ciutats
- Campionats per edats per equips
- Esdeveniments menors per equips

OlimpBase es va crear per donar la millor cobertura possible als esdeveniments internacionals per equips (ja fossin per països o club). Això inclou tota mena d'esdeveniments per equips oficials de la FIDE, així com d'altres esdeveniments històrics encara que ja no existeixin, com ara les Olimpíades d'estudiants, i d'altres.
Les dades que ofereix contenen abundosa informació extra, com ara dates, àrbitres, regles, revisions, premis individuals, partides més destacades, i d'altres.
El juny de 2009, contenia una base de dades amb 12.436 jugadors i 327 equips, constantment incrementada.
El 2004, va rebre el "Golden Web Award" com un dels millors llocs a la xarxa.